# Dirphia peruvianus
Dirphia peruvianus är en fjärilsart som beskrevs av Eugène Louis Bouvier 1924. Dirphia peruvianus ingår i släktet Dirphia och familjen påfågelsspinnare. Inga underarter finns listade i Catalogue of Life.